# 643 Scheherezade
A 643 Scheherezade egy a Naprendszer kisbolygói közül, amit August Kopff fedezett fel 1907. szeptember 8-án.